# Angelica Nicoara
Angelica Nicoara (* 15. Januar 1973 in Cluj-Napoca) ist eine rumänische Schauspielerin.

## Leben
Nicoara wurde 1993 zur Miss Romania gewählt und vertrat Rumänien bei Miss Universe 1993. Im Jahr 2010 war sie in der Jury zu dem Wettbewerb „Miss Universe Romania“.
Sie studierte bis 1998 Theater und Fernsehen an der Babeș-Bolyai-Universität Cluj und arbeitet heute als Schauspielerin am Cluj-Napoca-Theater.